# Arrondissement d'Ostalb
L'arrondissement d'Ostalb (signifiant en allemand Jura oriental) est un arrondissement (Landkreis en allemand) de Bade-Wurtemberg (Allemagne) situé dans le district (Regierungsbezirk en allemand) de Stuttgart. Son chef-lieu est Aalen.

## Villes, communes & communautés d'administration
(nombre d'habitants en 2006)
| Städte 1. Aalen (66 937) 2. Bopfingen (12 522) 3. Ellwangen (Jagst) (25 207) 4. Heubach (10 112) 5. Lauchheim (4 700) 6. Lorch (11 240) 7. Neresheim (8 237) 8. Oberkochen (8 155) 9. Schwäbisch Gmünd (61 170) Verwaltungsgemeinschaften bzw. Gemeindeverwaltungsverbände 1. Vereinbarte Verwaltungsgemeinschaft der Stadt Aalen mit den Gemeinden Essingen und Hüttlingen 2. Vereinbarte Verwaltungsgemeinschaft der Stadt Bopfingen mit den Gemeinden Kirchheim am Ries und Riesbürg 3. Vereinbarte Verwaltungsgemeinschaft der Stadt Ellwangen (Jagst) mit den Gemeinden Adelmannsfelden, Ellenberg, Jagstzell, Neuler, Rainau, Rosenberg und Wört 4. Gemeindeverwaltungsverband „Kapfenburg“ mit Sitz in Westhausen; Mitgliedsgemeinden: Stadt Lauchheim und Gemeinde Westhausen 5. Gemeindeverwaltungsverband „Leintal-Frickenhofer Höhe“ mit Sitz in Leinzell; Mitgliedsgemeinden: Eschach, Göggingen, Iggingen, Leinzell, Obergröningen und Schechingen 6. Gemeindeverwaltungsverband „Rosenstein“ mit Sitz in Heubach; Mitgliedsgemeinden: Stadt Heubach und Gemeinden Bartholomä, Böbingen an der Rems, Heuchlingen und Mögglingen 7. Vereinbarte Verwaltungsgemeinschaft der Stadt Schwäbisch Gmünd mit der Gemeinde Waldstetten 8. Gemeindeverwaltungsverband „Schwäbischer Wald“ mit Sitz in Mutlangen; Mitgliedsgemeinden: Durlangen, Mutlangen, Ruppertshofen, Spraitbach und Täferrot 9. Gemeindeverwaltungsverband „Tannhausen“ mit Sitz in Tannhausen; Mitgliedsgemeinden: Stödtlen, Tannhausen und Unterschneidheim | Gemeinden 1. Abtsgmünd (7 428) 2. Adelmannsfelden (1 869) 3. Bartholomä (2 195) 4. Böbingen an der Rems (4 701) 5. Durlangen (2 963) 6. Ellenberg (1 738) 7. Eschach (1 823) 8. Essingen (6 450) 9. Göggingen (2 479) 10. Gschwend (5 041) 11. Heuchlingen (1 869) 12. Hüttlingen (5681) 13. Iggingen (2 587) 14. Jagstzell (2 431) 15. Kirchheim am Ries (2 015) 16. Leinzell (2 213) 17. Mögglingen (4 165) 18. Mutlangen (6 394) 19. Neuler (3 106) 20. Obergröningen (459) 21. Rainau (3 268) 22. Riesbürg (2 317) 23. Rosenberg (2 650) 24. Ruppertshofen (1860) 25. Schechingen (2 412) 26. Spraitbach (3 531) 27. Stödtlen (2 005) 28. Täferrot (1 041) 29. Tannhausen (1 838) 30. Unterschneidheim (4 619) 31. Waldstetten (7 249) 32. Westhausen (5 905) 33. Wört (1 435) |

Localisation des communes dans l'arrondissement